# 앤드류 에어리
앤드루 에얼리(Andrew Airlie, 1961년 9월 18일 ~ )는 캐나다의 배우이다.
글래스고에서 태어났다.

## 출연 작품
- 50가지 그림자: 해방 (2018년) - 캐릭 그레이 역
- 그레이의 50가지 그림자 (2015년) - Mr.그레이 역
- 빅 아이즈 (2014년) - 부유한 남자 역
- 쉬 메이드 뎀 두 잇 (2013년)
- 12 디재스터 (2012년) - 주드 역
- 컴퍼니 유 킵 (2012년) - 올버니 FBI 시니어 요원 역
- 곤 (2011년)
- 긱 차밍 (2011년) - 앨런 역
- 아폴로 18 (2011년) - 미션 컨트롤 역
- 지구대충돌 (2011년)
- 50/50 (2011년) - 닥터 로스 역
- 디어 미스터 게이시 (2010년)
- 헬캐츠 (2010년)
- 스톰 셀 (2008년)
- 노말 (2007년)
- 리퍼 (2007년)
- 세이브드 (2006년)
- 나비 효과 2 (2006년) - 론 캘러핸 역
- 네버워즈 (2005년)
- 고잉 더 디스턴스 (2004년)
- 섀터드 글래스 (2003년)
- 데스티네이션 2 (2003년) - 미스터 코먼 역
- 웨이스티드 (2002년)
- 트랩트 (2002년) - 홀든 역
- 그린메일 (2001년)
- 네고시에이터 2 (2000년)
- 커밍 아웃 (2000년)
- 콜드 스쿼드 (1998년)
- 둠즈데이 락 (1997년)
- 킬링 포인트 (1996년)
- 페이탈 피어 (1996년)
- 하드 에비던스 (1995년)
- 다운힐 윌리 (1995년)
- 스노우바운드 (1994년)
- 플린치 (1994년)
- 더블 헌터 (1994년)
- 크러쉬 (1993년) - 닥터 폴라드 역

### 텔레비전
- 하우스 M.D. (2004년)
- 4400 (2004년)
- 제3의 눈 (1995년)
- 로메오 섹션 (2015년)